# Нотр-Дам-де-ла-Кутюр
Нотр-Дам-де-ла-Кутюр (фр. Notre-Dame-de-la-Couture) — базилика во французском городе Берне, в Нормандии.
Согласно преданию, близ деревни Кутюр была чудесным образом обретена статуэтка Девы Марии, после чего местность стала объектом паломничества. В 1231 году на этом месте молился король Франции Людовик IX Святой. В XIV веке для удобства паломников здесь была возведена церковь, которая двумя столетиями позже была перестроена.
В конце XIX века здание церкви было отреставрировано и в 1906 году ему присвоен статус исторического памятника. В здании базилики есть красивые витражи XVI-XIX веков.